# Sébastien Flute
Sébastien Flute (* 25. März 1972 in Brest) ist ein französischer Bogenschütze, der 1992 Olympiasieger wurde.
Der 1,70 Meter große Flute wurde 1989 Junioreneuropameister in der Einzelwertung und in der Mannschaftswertung, 1991 gewann er die Einzelwertung bei den Hallenweltmeisterschaften und belegte den sechsten Platz bei den Freiluftweltmeisterschaften. 1992 siegte Flute in der Einzelwertung bei den Europameisterschaften, mit der Mannschaft belegte er den zweiten Platz. Bei den Olympischen Spielen 1992 in Barcelona war er Elfter in der Qualifikation, setzte sich in den folgenden Runden aber recht souverän durch. Im Finale traf er auf den Südkoreaner Chung Jae-Hun, den Flute mit 110 zu 107 Ringen schlagen konnte. Die französische Mannschaft konnte im Viertelfinale die amtierenden Olympiasieger und Weltmeister aus Südkorea ausschalten, verloren aber dann das Halbfinale gegen die Finnen und den Kampf um Bronze gegen die Briten. 
Ein Jahr später standen bei den Weltmeisterschaften im Bogenschießen in Antalya die Olympiavierten aus Frankreich im Finale den Olympiafünften aus Südkorea gegenüber. Lionel Torres, Eric Unbekand und Sébastien Flute gewannen den Weltmeistertitel für Frankreich, den dritten nach 1931 und 1939. 1994 gewann Flute bei den Europameisterschaften Silber in der Einzelwertung und Bronze mit der Mannschaft, 1995 wurde er mit der Mannschaft Vizeweltmeister in der Halle. Bei den Olympischen Spielen 1996 in Atlanta belegte er Rang 39 in der Einzelwertung, die Mannschaft schied im Achtelfinale aus. 1998 und 2000 gewann Flute jeweils mit der Mannschaft Bronze bei den Europameisterschaften. Bei seiner dritten Olympiateilnahme 2000 in Sydney belegte Flute den achten Platz in der Einzelwertung und den elften Platz mit der Mannschaft.